# The Ghan

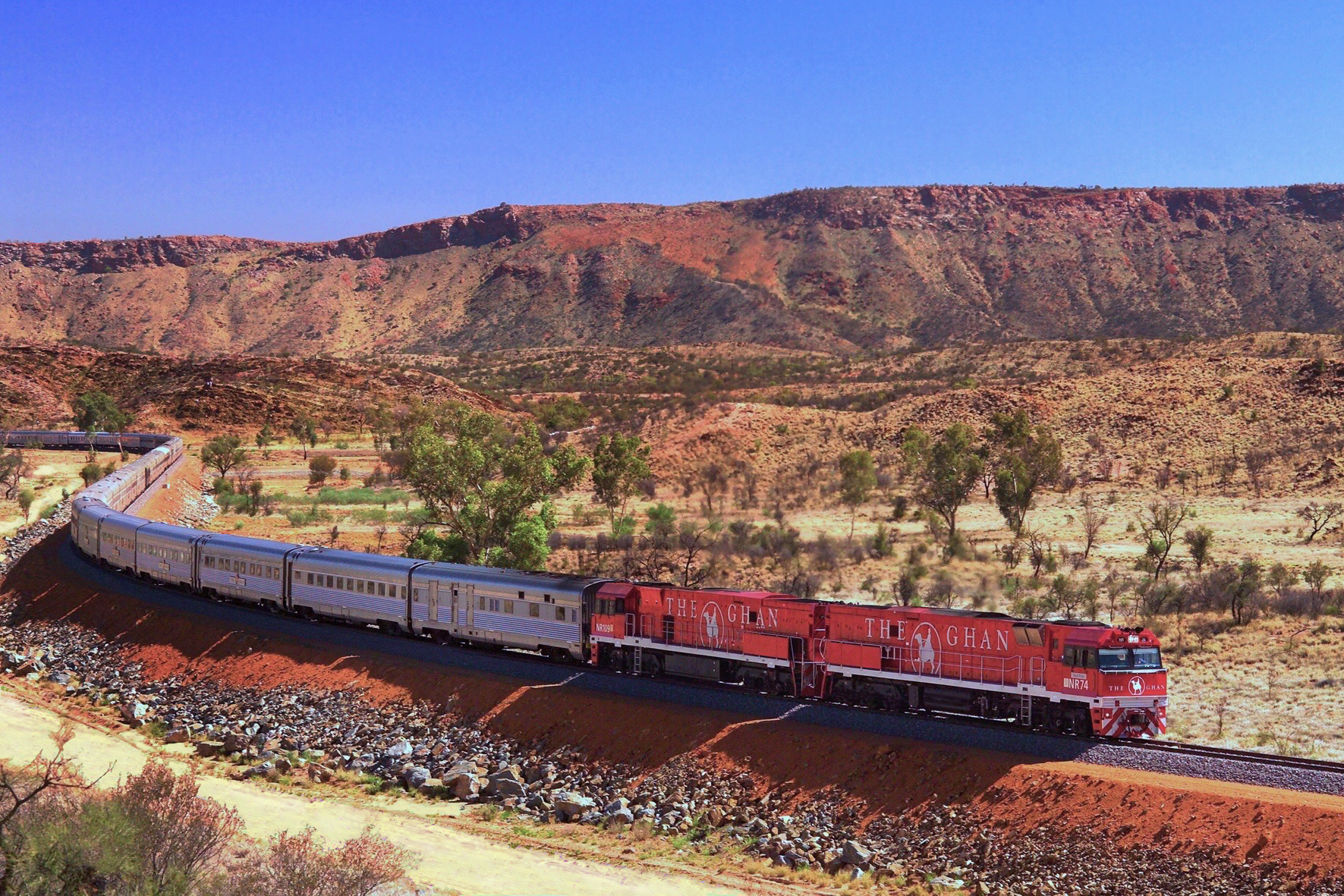
The Ghan

The Ghan es un tren de pasajeros que une Adelaida, Alice Springs y Darwin en el ferrocarril Adelaida-Darwin, en Australia. Operado por Great Southern Rail, tarda 54 horas en recorrer los 2.979 kilómetros con una escala de cuatro horas en Alice Springs. Este histórico ferrocarril, cuyo nombre es una abreviación de The Afghan Express, fue inaugurado en 1929.